# Ettore Castronovo
Ettore Castronovo (Gesso, 21 gennaio 1894 – Messina, 30 maggio 1954) è stato un radiologo italiano.

## Biografia
Nacque a Gesso, una frazione di Messina, e morì a Messina, vittima di quel male contro il quale aveva lottato per tutta la sua vita.
Fu un pioniere della radiologia e della radioterapia. Scoprì, infatti, che con i raggi X si potevano combattere i tumori.
Iniziò a frequentare la facoltà di medicina a Roma ma ben presto dovette interrompere gli studi per partire come volontario in fanteria e combattere nel primo conflitto mondiale.
Laureatosi a Padova, il 13 aprile 1917, un anno dopo iniziò la sua attività di radiologo presso l'ospedale militare di Messina e nel 1921 tornò a Padova come assistente universitario. Trascorso ancora un anno, nel 1922, Castronovo tornò definitivamente nella sua Messina ed iniziò le sue ricerche sulla radioterapia. Fondò presso l'ospedale "Puglisi Allegra" il primo laboratorio di radiodiagnostica e radioterapia dei tumori.
Il 1º giugno 1927 ottenne l'incarico della direzione dell'Istituto di Radiologia dell'Università di Messina e così come proseguivano con successo le sue ricerche avanzava progressivamente il male che porterà via Castronovo.
Egli infatti aveva assorbito una grossa quantità di radiazioni durante il suo lavoro di ricerca ma, consapevole di ciò, continuò i suoi studi nonostante, nel 1948, gli vennero amputati l'indice ed il medio della mano sinistra e l'anno dopo fu la volta dell'indice della mano destra. Nel 1953 gli viene amputato anche l'anulare sinistro. Quelle stesse mani che vennero progressivamente amputate e ridotte a due monconi, sono oggi visibili presso il Gran Camposanto di Messina, nella tomba a lui dedicata: due mani di marmo bianco aprono uno squarcio su un blocco di granito nero. Esse rappresentano quel lavoro di ricerca che accompagnò Castronovo fino alla morte, consapevole delle conseguenze cui andava incontro.
A lui è dedicata l'omonima piazza di Messina dalla quale il 15 agosto ha inizio la tradizionale processione della Vara e l'area verde che si trova nella piazza.
Fu socio dell'Accademia Peloritana dei Pericolanti.